# Rajner Verner Fasbinder
Rajner Verner Fasbinder (Bad Verishofen, 31. maj 1945 — Minhen, 10. juna 1982) nemački je filmski reditelj, scenarista i glumac. Začetnik je nemačkog novog talasa, te jedan od najplodnijih reditelja uopšte snimajući po četiri celovečernja filma godišnje.
Blag i brutalan, nežan i ciničan, spreman na žrtvu i egocentričan, na poslu bezobziran diktator koji je stalno sanjao o radu u komuni, od sveta zatvorenoj grupi ili kolektivu, debeljuškast tip, zapuštena izgleda, šlampav u odevanju - uvek u istoj crnoj kožnatoj jakni i farmerkama, više je nalikovao zadriglom pijancu iz seoske bavarske krčme nego proslavljenom filmskom redatelju, koji je maštao o tome kako će jednog dana u Nemačkoj stvoriti evropski Holivud.

## Život
Rođen 31. maja 1945. u Bad Verishofenu u nemačkoj pokrajini Bavarskoj kao jedinac u porodici lekara opšte prakse Helmuta Fasbindera, i njegove supruge Liselote, nastavnice nemačkog, koja je posle rata radila kao prevoditelj, mali Rajner proživeo je krajnje traumatično detinjstvo.
Kad je imao tri meseca, roditelji su ga poslali stricu i tetki na selo, jer su se bojali da kao nejako novorođenče u njihovom nezagrejanom stanu neće preživeti hladnu bavarsku zimu. U njihovom domu u Minhenu, naime, prozorska okna nisu bila zastakljena, pa je stan bilo nemoguće zagrejati. Uz to, gorivo je u prvim mesecima nakon kraja rata koštalo celo bogatstvo, koje lekar, čija je ordinacija bila u četvrti s prostitutkama, Helmutovim stalnim mušterijama, nije imao. Tako je mali Rajner svoje roditelje ponovno video tek nakon svog prvog rođendana. O njegovoj upornosti i tvrdoglavosti svedoči zgoda da se kao četvorogodišnjak popeo na oltar minhenske katedrale odakle, uprkos nagovaranju roditelja, nije želio da siđe.
Prave traume tek su sledile: otac je napustio porodicu kad je Rajneru bilo šest godina: prvi Božić. 1951, bez oca, samo s majkom u stanu, zauvek mu se urezao u pamćenje. U ključnom razdoblju detinjstva za formiranje ličnosti, osim gubitka oca, Rajner često uz sebe nije imao ni majku, koja je obolevala od tuberkuloze, posledice ratnih stresova, i često je bila u sanatorijumu, a dečak se morao brinuti sam za sebe. A i kad je bila kod kuće, majka mu je davala novac za bioskop, kako bi mogla u miru raditi i prevoditi. Tako je sedmogodišnji Rajner i po tri puta na dan išao na predstave, i pokretne slike potpuno su zaokupile njegovu maštu. Svoj prvi pozorišni komad „Kraj tužnog razdoblja” napisao je kao devetogodišnjak.
Kad je doznala za sinovljeve homoseksualne sklonosti, majka ga je željela poslati na psihoterapijsko lečenje, ali već je bilo kasno: ona više nije imala nikakav uticaj na njegovo ponašanje i odluke, čija je svakodnevica bio svet prostitutki, svodnika, transvestita, biseksualaca te homoerota. U Kelnu se Rajner često fizički obračunavao s ocem, koji je tada zvao prvu suprugu i govorio joj kako ga rođeni sin želi ubiti.
Uprkos toga Rajneru je očevo mišljenje bilo prvo i najvažnije kad je bila reč o njegovoj umetnosti: prve pozorišne kritike iz novina uzbuđen je nosio ocu, koji ih nije želio čak ni pogledati. Isto tako je želio da otac vidi njegove filmove, te govorio kako bi mu to bilo mnogo važnije od mišljenja ekipe, gledalaca i kritičara, te uspeha u bioskopima i na festivalima. Majku je još 1966. uključio u svoju glumačku ekipu (nastupila je u dvadeset dva njegova filma), a kad joj je 1971. umro suprug, nagovarao ju je da se preseli kod njega, govoreći kako će u tom slučaju barem znati zašto i za koga radi.
Kako iz dva pokušaja nije položio prijemni ispit za režiju na Filmskoj akademiji u Berlinu, Rajner se 1967. kao izvođač pridružio „akcijskom pozorištu” u Minhenu, koje je na scenu uglavnom postavljalo žestoke i provokativne političke komade. U svet pozorišta uvela ga je glumica Marita Grejselis, koju je upoznao u glumačkoj radionici - grupi je hitno trebala zamena za kolegu koji je slomio prst. Fasbinder se u novoj situaciji odlično snašao i vrlo brzo nametnuo kao autoritet. Međutim, idila je trajala kratko. Maritu je njen dečko Hejn Šuf iz ljubomore na probi izbo nožem, jer je primetio da Fasbinder i Marit jedno za drugo pokazuju više od profesionalnog interesa. Mariti je život spasio kolega koji je Hejneu, kasnije osuđenom na deset godina strogog zatvora, razbio stolicu o glavu. A Fasbinder je kao zamenu za ulogu u predstavi, koju je tumačila njegova ljubavnica, predložio Hanu Šigulu, koju je poznavao sa glumačkog kursa. Kasnije je pričao da je, čim ju je prvi put vidio na sceni, znao da će ona glumiti u gotovo svim njegovim filmovima.
Slična situacija dogodila se nekoliko meseci kasnije kad je Horst Sohnlejn, suprug Ursule Strac, voditeljke „akcijskog pozorišta” demolirao dvoranu: Horst je vest o romansi svoje supruge s Fasbinderom doznao za bolničkog lečenja. Iduće noći je Horst sa terorističkom grupom Andreasa Badera, Gudrun Enslin te Torvalda Prola u Frankfurtu podmetnuo požar u dve velike robne kuće. Tako je vrlo brzo završilo razdoblje „akcijskog pozorišta”, a Fasbinder je zauvek izgubio svaku simpatiju za teroriste i njihove akcije, te osnovao novu grupu, koju je iz predostrožnosti definisao kao - „antipozorište”.

## Filmska karijera
Filmsku karijeru otpočinje s dva kratkometražna filma, „Gradski lutalica” (Der Stadtsreicher, 1965) i „Mali haos” (Das kleine Chaos, 1966), a 1969. snima svoja tri prva dugometražna igrana filma („Ljubav je hladnija od smrti” — Liebe ist kälter als Tod; „Katzelmacher”; „Bogovi kuge” — Götter der Pest); u sva tri očigledni su uticaji Žan-Lika Godara, političkog filma i pozorišnog iskustva, a njihova monotona retorika i naglašene socijalno-političke teze jasne su oznake dnevnopolitičkog pamfletizma. U filmu „Zašto je poludeo gospodin R.?” (Warum läuft Herr R. Amok?, 1970), u kojem se mirni činovnik veša u toaletu nakon što je poubijao celu svoju porodicu, najjasnije dolazi do izražaja Fasbinderov koreniti protest protiv apsurdnosti građanske egzistencije. Otkrivši privlačivost filmova Daglasa Serka, Fasbinder se početkom 70-ih godina okreće melodrami kao formi za iskazivanje svoga svetonazora. Tako, u suptilnoj homoerotskoj priči „Gorke suze Petre von Kant” (Die bitteren Tränen der Petra von Kant, 1972) duševnu nestalnost ženskih likova pokušava da izdigne na nivo opšteljudske patnje, dok u filmu Efi Brist (Fontane Effi Briest, 1974) profinjenom osećajnošću otkriva sociološke aspekte jedne ljubavne veze iz XIX veka. U poslednjoj fazi stvaralaštva, u filmovima „Brak Marije Braun” (Die Ehe der Maria Braun, 1979), „Lola” (1981) i „Lili Marleen” (1981) odstupa od stila komorne melodrame i na spektakularnoj istorijsko-političkoj pozadini kroz ženske likove simbolički portretiše sudbinu ratne i posleratne Nemačke.

## Stil
Jedan od najplodnijih posleratnih filmskih redatelja uopšte (svojim je filmovima uvek i scenarista ili koscenarista), režirao je tridesetak igranih filmova te poznatu TV-seriju „Berlin Aleksanderplac” (1979) u 13 epizoda (uz još dve kraće tv-serije), što za redatelja njegovog doba predstavlja izuzetno bogat opus. Uprkos tematskoj raznolikosti, njegovi su filmovi pretežno utemeljeni na pričama i motivima iz zapadnonemačke svakodnevice koju često prikazuju kritički oporo, čak nemilosrdno. Pritešnjen opterećenjima iz prošlosti, izazvan opuštenošću i učmalošću sadašnjosti, Fasbinder svojim filmovima stvara negativnu sliku sociološke i psihološke geneze nemačkog „društva obilja” i malograđanske ravnodušnosti. Njegov protest, koji neretko vibrira između frustracije, razvratnosti (npr. često i vrlo otvoreno izražavanje homoseksualnosti) i kadikad teško pojmljivog naturalizma, na kraju se pretvara u buntovništvo s vidljivim znacima anarhičnog skepticizma. Tipični je predstavnik onog talasa savremenih redatelja koji radnju vode s pozicija ženskih protagonista, pa se u njegovim filmovima pojavio i proslavio celi niz markantnih glumica (Hana Šigula, koja je ostvarila i međunarodnu karijeru, te Eva Mates, Barbara Sukova, Margit Karstensen, Ingrid Kaven i Irm Herman).
Fasbinder se često pojavljivao na televiziji kao pobornik i tumač američke melodrame, posebno dela Daglasa Serka, što je znatno uticalo na revalorizaciju opusa tog redatelja i promenu odnosa prema melodrami uopšte. Glumio je u nekim svojim filmovima (ali i u nekoliko dela drugih autora — npr. „Senke anđela”, 1975, D. Šmida, prema Fasbinderovom scenariju), objavio je više zapaženih publikacija o filmu i — uprkos više državnih nagrada — žestoko polemisao o stanju zapadnonemačkog društva (npr. film „Nemačka u jesen” — Deutschland im Herbst, 1977, sureditelj sa Volkerom Šlendorfom, Aleksanderom Klugeom i drugima).

## Važniji filmovi
- Gradski lutalica (Der Stadtsreicher, 1965)
- Mali kaos (Das kleine Chaos, 1966)
- Ljubav je hladnija od smrti (Liebe ist kälter als Tod, 1969)
- Žabar (Katzelmacher, 1969)
- Bogovi kuge (Götter der Pest, 1970)
- Zašto je poludeo gospodin R.? (Warum läuft Herr R. Amok?, 1970)
- (1970)
- Belac (Whity, 1970)
- Američki vojnik (Der amerikanische Soldat, 1970)
- Sveta bludnica (Warnung vor einer heiligen Nutte, 1971)
- Piljar (Händler der vier Jahreszeiten, 1971)
- Gorke suze Petre von Kant (Die bitteren Tränen der Petra von Kant, 1972)
- Neorganizovana razmena (Wildwechsel, 1972)
- Svet na kablovima (Welt am Draht, 1973) TV
- Efi Brist (Fontane Effi Briest, 1974)
- Svi drugi se zovu Ali (Angst essen Seele auf, 1974)
- Majka Kusters putuje na nebo (Mutter Kusters' Fahrt zum Himmel, 1975)
- Nasilje slobode (Faustrecht der Freiheit, 1975)
- Sotonina pečenka (Satansbraten, 1976)
- Kineski rulet (Chinesisches Roulette, 1976)
- Beznadežnost (Despair/Eine Reise ins Licht, 1977)
- Brak Marije Braun (Die Ehe der Maria Braun, 1979),
- U godini s 13 Mjeseca (In einem Jahr mit 13 Monden, 1978)
- Treća generacija (Die dritte Generation, 1979)
- Lola (1981)
- Lili Marlen (1981)
- Čežnja Veronike Vos (Die Sehnsucht der Veronika Voss, 1982)
- (1982)

## Literatura
- Baer, Harry (1986). Ya Dormiré cuando este Muerto. Seix Barrall. ISBN 978-84-322-4572-5.
- Cappello, Mary (2007). Awkward: A Detour. Bellevue Literary Press. ISBN 978-1-934137-01-7.
- Elsaesser, Thomas (1996). Fassbinder's Germany. History Identity Subject. Amsterdam University Press. ISBN 978-90-5356-059-4.
- Hayman, Ronald (1984). Fassbinder: Film Maker. Simon & Schuster. ISBN 978-0-671-52380-0.
- Hermes, Manfred (2014). Hystericizing Germany. Fassbinder, Alexanderplatz. Sternberg Press. ISBN 978-3-9567900-4-1.
- Iden, Peter (1981). Fassbinder (1 изд.). Tanam Press. ISBN 978-0-934378-17-8.
- Kardish, Laurence; Lorenz, Juliane, ур. (1997). Rainer Werner Fassbinder: The Museum of Modern Art, New York, January 23 - March 20, 1977. Museum of Modern Art. ISBN 978-0-87070-109-2.
- Katz, Robert (1987). Love Is Colder Than Death : The Life and Times of Rainer Werner Fassbinder. Random House. ISBN 978-0-394-53456-5.
- Lorenz, Juliane; Schmid, Marion; Gehr, Herbert, ур. (1997). Chaos as Usual: Conversations About Rainer Werner Fassbinder. Applause Books. ISBN 978-1-55783-262-7.
- Pipolo, Tony (2004). „Straight from the Heart: Reviewing the Films of Rainer Werner Fassbinder”. Cineaste (објављено septembar 2004). 29 (4): 18—25. ISSN 0009-7004.
- Rufell, Joe (2002). Rainer Werner Fassbinder. Senses of Cinema: Great Directors Critical Database
- Sandford, Joe (1982). The New German Cinema. Da Capo Paperback. ISBN 978-0-306-80177-8.
- Silverman, Kaja (1992). Male Subjectivity at the Margins. Psychology Press. ISBN 978-0-415-90419-3.
- Thomsen, Christian Braad (2004). Fassbinder: Life and Work of a Provocative Genius. University of Minnesota Press. ISBN 978-0-8166-4364-6.
- Encyclopedia of European Cinema. Cassell. 1995. ISBN 978-0-304-34164-1.
- Watson, Wallace Steadman (jul 1992). „The Bitter Tears of RWF”. Sight & Sound. British Film Institute: 24—29. ISSN 0037-4806.
- Watson, Wallace Steadman (1996). Understanding Rainer Werner Fassbinder: Film as Private and Public Art. University of South Carolina Press. ISBN 978-1-57003-079-6.

## Spoljašnje veze
- Rajner Verner Fasbinder на веб-сајту  (језик: енглески)
- Overview of Fassbinder's cinematic and theatre careers
- Fassbinder Bibliography (via UC Berkeley)
- „Interview with Hanna Schygulla about Fassbinder”. Архивирано из оригинала 03. 04. 2008. г.
- Short film clip with Fassbinder's editor Julianne Lorenz на веб-сајту
- Essay on Fassbinder's Films (језик: немачки)
- "We still miss him", Goethe Institut article, May 2010
- Garbage, the City, and Death, Copenhagen 1987, photostream by Peter Lind featuring photos of Fassbinder